# Pallacanestro Varese 1952-1953
Nel Campionato 1952-53 i cambiamenti nell'assetto della rosa sono minimi, con la partenza di Carlo Mascioni e Umberto Turolla nella seconda parte del campionato. La squadra si classifica sesta, con 1142 punti segnati e 1056 subiti. Miglior realizzatore è Giancarlo Gualco con 272 punti realizzati.
In Nazionale, per il torneo preolimpico di Helsinki a cui gli azzurri non riusciranno a qualificarsi, vengono convocati Vittorio Tracuzzi e Sergio Marelli

## Rosa 1952/53
- Mario Alesini
- Giuseppe Bernasconi
- Paolo Checchi
- Giancarlo Gualco
- Sergio Marelli
- Alcide Montagni
- Franco Orrigoni
- Vittorio Tracuzzi
- Umberto Turolla
- Virginio Zucchi
  - Allenatore
- Vittorio Tracuzzi

## Statistiche
| COMPETIZIONE        | GIOCATE | VINTE | PERSE | PAREGGIATE | F    | S    | PIAZZAMENTO |  |
| CAMPIONATO          | 22      | 11    | 10    | 1          | 1142 | 1056 | 6           |  |
| TORNEI E AMICHEVOLI | 10      | 5     | 5     | 0          | 465  | 463  | -           |  |

## Fonti
- "Pallacanestro Varese 50 anni con voi" di Augusto Ossola
- "La Pallacanestro Varese" di Renato Tadini